# Maria Domenica Lazzeri
Maria Domenica Lazzeri, nota come l'Addolorata di Capriana o beata Meneghina (Capriana, 16 marzo 1815 – Capriana, 4 aprile 1848), è stata una mistica italiana. La Chiesa cattolica la riconosce come venerabile.

## Biografia

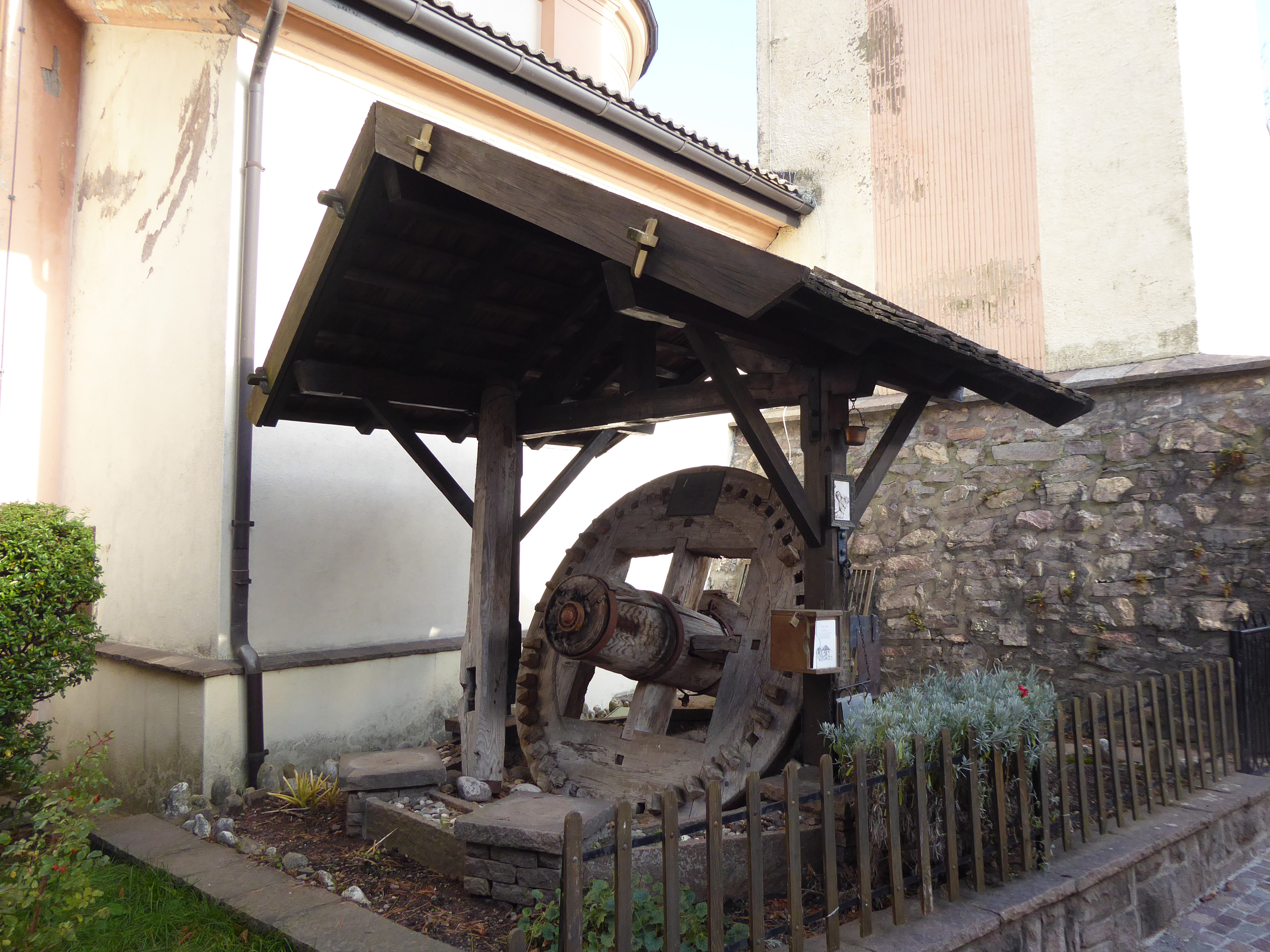
Una ricostruzione del mulino della famiglia Lazzeri di fianco alla chiesa di San Bartolomeo di Capriana

Maria Domenica Lazzeri era la più giovane dei cinque figli di Bortolo Lazzeri, di professione mugnaio, e di sua moglie Margherita; l'infanzia e l'adolescenza trascorsero in maniera non dissimile da quelle dei suoi coetanei in Val di Fiemme, frequentando la scuola nel paese e cominciando a lavorare da adolescente. Le testimonianze dell'epoca affermano generalmente che Maria Domenica vivesse in casa solo con l'anziana madre (il padre era morto già nel 1828 per una polmonite, anche se la data è contestata); l'abitazione era comunque frequentata anche da altri parenti, oltre che da una domestica. Le agiografie riportano che fosse profondamente credente, e che amasse particolarmente leggere testi religiosi di varia natura. 
Secondo quanto riportato da un suo confessore, ad un certo punto, alla fanciulla sarebbe apparsa la Madonna, che le avrebbe chiesto "Vuoi tu godere le insanguinate piaghe di Gesù?", domanda alla quale Maria Domenica aveva risposto: "Se ne sono degna e se lo merito, sia fatta la tua volontà". Dopo quell'incontro la sua salute peggiorò rapidamente a seguito di una specie di influenza, e ben presto la giovane si ritrovò costretta a letto afflitta da gravi dolori e da una forma di anoressia, condizione nella quale rimase per quattordici anni, fino alla morte avvenuta in odore di santità nel 1848.

## Resoconti

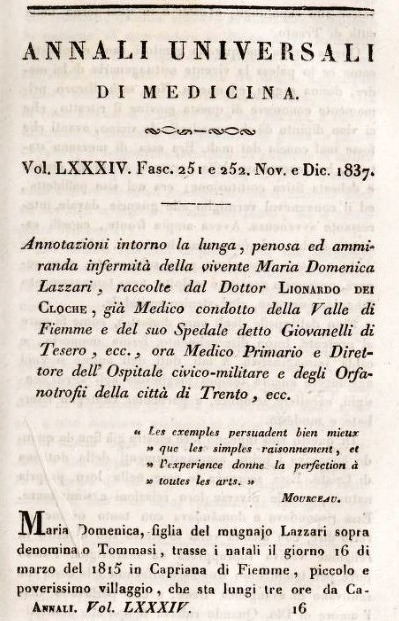
Frontespizio della prima relazione medica (Leonardo Cloch, 1837)

I resoconti dell'epoca affermano che, nel periodo della convalescenza, Maria Domenica Lazzeri avrebbe dato prova di capacità soprannaturali di vario genere: in primis, dal 1834, le sarebbero comparse delle stimmate sulla fronte, sui piedi, sulle mani e sul costato, che sanguinavano ogni venerdì. Oltre a questo, la giovane sarebbe anche stata dotata di bilocazione, telepatia, preveggenza, xenoglossia, e in grado di sentire ciò che veniva detto altrove; infine, sarebbe stata afflitta da una specie di anoressia che le avrebbe reso insopportabile l'assunzione di qualsiasi cibo o bevanda al di fuori dell'eucaristia, che le veniva amministrata una volta a settimana (o al mese). 
La sua storia raggiunse una fama eccezionale all'epoca, travalicando i confini italiani e venendo discussa in tutta Europa; al suo capezzale giunsero sia medici e dottori (furono pubblicate e discusse, sulla sua condizione, varie relazioni), sia autorità religiose. Tra i nomi celebri sono da ricordare Beda Weber, Anatole de Ségur, Joseph Streiter, Edmond de Cazalès, Antonio Rosmini e John Bede Polding. Ai visitatori, Maria Domenica Lazzeri era solita donare delle immagini votive che teneva in un baule nella sua stanza.

## Culto

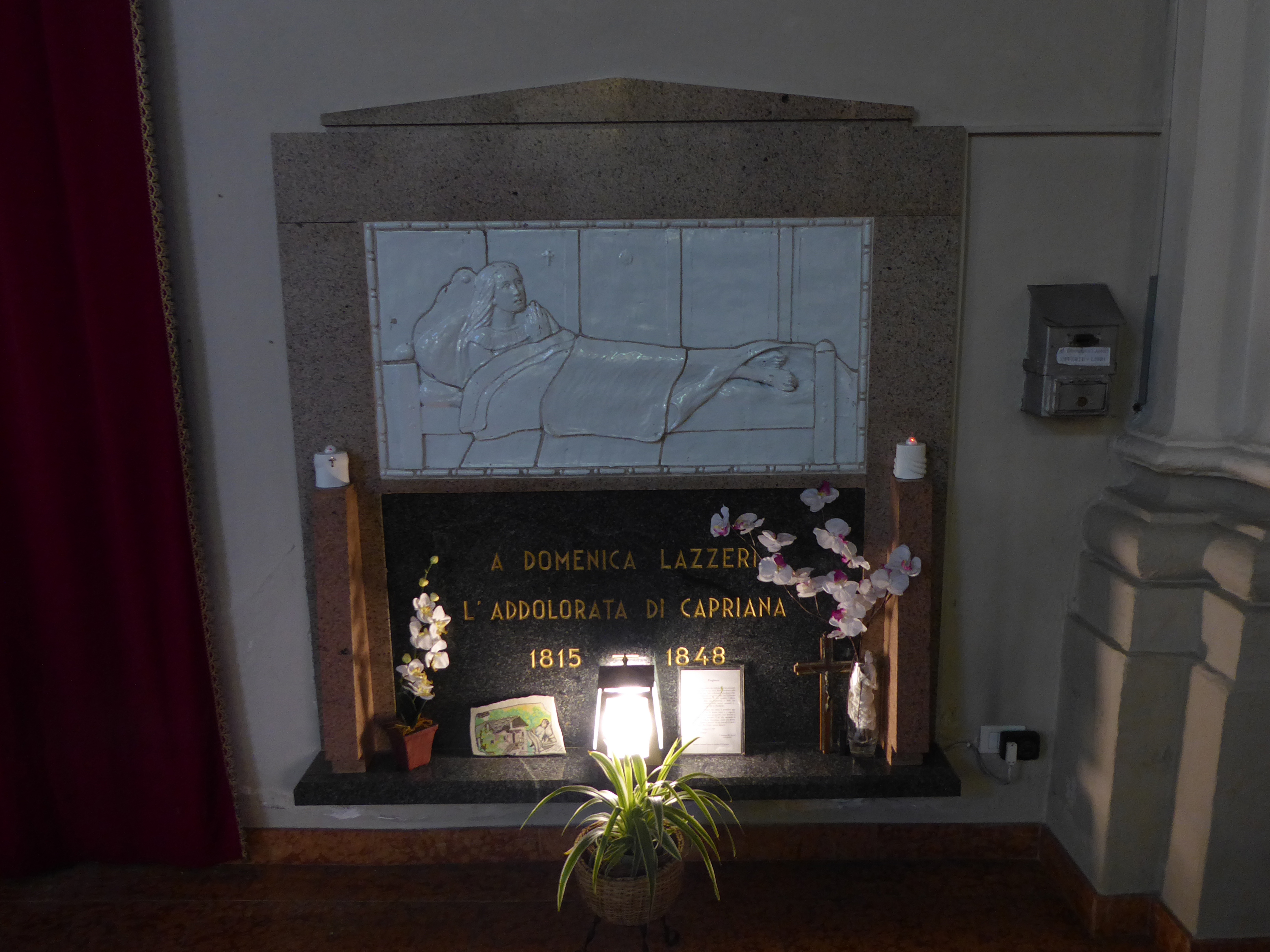
Bassorilievo e lapide di Maria Domenica Lazzeri nella chiesa di Capriana

Un primo tentativo di avviare la causa di beatificazione partì nel 1943 per iniziativa dei capifamiglia di Capriana, Carbonare e Anterivo, ma si concluse con un nulla di fatto a causa della seconda guerra mondiale. Nel 1990 è stata costituita la "Associazione Amici della Meneghina", che ha risvegliato l'interesse nella sua figura e ha fatto ripartire il processo, che ha ottenuto il nulla osta dalla Santa Sede nel 1995; l'inchiesta diocesana si è conclusa nel 2000, tra il 2019 e il 2022 la causa è stata esaminata dai consultori, e il 23 marzo 2023 Maria Domenica Lazzeri viene dichiarata venerabile da papa Francesco.
Dal 1973 è stata installata una targa sulla sua casa natale a Capriana, e nel cimitero del paese è presente un piccolo tempietto con la sua tomba; il mulino della sua famiglia, situato nella valle del Rio Bianco, è stato ristrutturato nel 1989 e trasformato in un museo dedicato in parte alla figura della beata Meneghina, in parte all'attività lavorativa legata ai mulini ad acqua.